# Lättvikt i fristil i brottning vid olympiska sommarspelen 2000
Herrarnas brottningsturnering i fristil i viktklassen lättvikt vid olympiska sommarspelen 2008 avgjordes den 29 september-1 oktober i Sydney i Sydney Convention and Exhibition Centre. 

## Medaljörer
| Klass    | Guld                  | Silver                   | Brons                  |
| Lättvikt | Daniel Igali · Kanada | Arsen Gitinov · Ryssland | Lincoln McIlravy · USA |

## Resultat

### Förkortningar
- EF — Vinst genom förverkande, förloraren ej plancerad
- E2 — Båda brottarna diskvalificerade för brott mot reglerna
- EV — Diskvalifikation från samtliga tävlingar för brott mot reglerna
- EX — 3 varningar eller brott mot reglerna
- PA — Skada/uteblivande
- PO — Vinst efter poäng, förloraren utan teknik-poäng
- PP — Vinst efter poäng, förloraren med teknik-poäng
- SP — Teknisk överlägsenhet, 10 poängs skillnad, förloraren hade poäng
- ST — Teknisk överlägsenhet, 10 poängs skillnad, förloraren utan poäng
- TO — Vinst efter fall
- KP — Klassificeringspoäng
- TP — Tekniska poäng

### Utslagningsronder

#### Grupp 1
| Tävlande                  | Vunna | Förlorade | KP | TP |
| ------------------------- | ----- | --------- | -- | -- |
| Daniel Igali (CAN)        | 2     | 0         | 6  | 5  |
| Amir Tavakkolian (IRI)    | 1     | 1         | 4  | 7  |
| Emzar Bedineishvili (GEO) | 0     | 2         | 1  | 4  |

| Röd                 | Blå                 | KP     | TP  |
| ------------------- | ------------------- | ------ | --- |
| Emzar Bedineisjvili | Amir Tavakkolian    | 1-3 PP | 4-5 |
| Daniel Igali        | Emzar Bedineishvili | 3-0 PO | 3-0 |
| Amir Tavakkolian    | Daniel Igali        | 1-3 PP | 2-2 |

#### Grupp 2
| Tävlande                | Vunna | Förlorade | KP | TP |
| ----------------------- | ----- | --------- | -- | -- |
| Yosvany Sánchez (CUB)   | 2     | 0         | 6  | 11 |
| Petar Kasabov (BUL)     | 1     | 1         | 3  | 3  |
| Mariusz Dąbrowski (POL) | 0     | 2         | 1  | 2  |

| Röd               | Blå               | KP     | TP  |
| ----------------- | ----------------- | ------ | --- |
| Yosvany Sánchez   | Petar Kasabov     | 3-0 PO | 4-0 |
| Mariusz Dąbrowski | Yosvany Sánchez   | 0-3 PO | 0-7 |
| Petar Kasabov     | Mariusz Dąbrowski | 3-1 PP | 3-2 |

#### Grupp 3
| Tävlande            | Vunna | Förlorade | KP | TP |
| ------------------- | ----- | --------- | -- | -- |
| Ivan Diaconu (MDA)  | 1     | 1         | 4  | 7  |
| Zaza Zazirov (UKR)  | 1     | 1         | 4  | 6  |
| Takahiro Wada (JPN) | 1     | 1         | 4  | 6  |

| Röd           | Blå           | KP     | TP  |
| ------------- | ------------- | ------ | --- |
| Zaza Zazirov  | Takahiro Wada | 3-1 PP | 3-2 |
| Ivan Diaconu  | Zaza Zazirov  | 3-1 PP | 5-3 |
| Takahiro Wada | Ivan Diaconu  | 3-1 PP | 4-2 |

#### Grupp 4
| Tävlande               | Vunna | Förlorade | KP | TP |
| ---------------------- | ----- | --------- | -- | -- |
| Lincoln McIlravy (USA) | 2     | 0         | 7  | 8  |
| Yüksel Şanlı (TUR)     | 1     | 1         | 4  | 9  |
| Ibo Oziti (NGR)        | 0     | 2         | 0  | 1  |

| Röd              | Blå              | KP     | TP   |
| ---------------- | ---------------- | ------ | ---- |
| Ibo Oziti        | Lincoln McIlravy | 0-4 DQ | 4:39 |
| Yüksel Şanlı     | Ibo Oziti        | 3-0 PO | 6-0  |
| Lincoln McIlravy | Yüksel Şanlı     | 3-0 PP | 6-3  |

#### Grupp 5
| Tävlande                | Vunna | Förlorade | KP | TP |
| ----------------------- | ----- | --------- | -- | -- |
| Arsen Gitinov (RUS)     | 3     | 0         | 10 | 19 |
| Arayik Gevorgyan (ARM)  | 2     | 1         | 9  | 23 |
| Edison Hurtado (COL)    | 1     | 2         | 3  | 3  |
| Nikolaos Loizidis (GRE) | 0     | 3         | 2  | 3  |

| Röd               | Blå               | KP     | TP   |
| ----------------- | ----------------- | ------ | ---- |
| Arayik Gevorgyan  | Arsen Gitinov     | 1-3 PP | 1-3  |
| Nikolaos Loizidis | Edison Hurtado    | 0-3 PO | 0-3  |
| Arayik Gevorgyan  | Nikolaos Loizidis | 4-1 SP | 12-2 |
| Arsen Gitinov     | Edison Hurtado    | 4-0 ST | 11-0 |
| Arayik Gevorgyan  | Edison Hurtado    | 4-0 ST | 10-0 |
| Arsen Gitinov     | Nikolaos Loizidis | 3-1 PP | 5-1  |

#### Grupp 6
| Tävlande               | Vunna | Förlorade | KP | TP |
| ---------------------- | ----- | --------- | -- | -- |
| Sergej Demtjenko (BLR) | 3     | 0         | 11 | 13 |
| Almazbek Askarov (KGZ) | 2     | 1         | 7  | 13 |
| Cameron Johnston (AUS) | 1     | 2         | 4  | 0  |
| Ruslan Velijev (KAZ)   | 0     | 3         | 1  | 1  |

| Röd              | Blå              | KP     | TP   |
| ---------------- | ---------------- | ------ | ---- |
| Almazbek Askarov | Ruslan Veliyev   | 3-1 PP | 3-1  |
| Sergej Demtjenko | Cameron Johnston | 4-0 ST | 10-0 |
| Almazbek Askarov | Sergei Demchenko | 0-3 PO | 0-3  |
| Ruslan Veliyev   | Cameron Johnston | 0-4 PA |      |
| Almazbek Askarov | Cameron Johnston | 4-0 ST | 10-0 |
| Ruslan Velijev   | Sergej Demtjenko | 0-4 PA |      |

### Utslagningsträd
|  | Kvartsfinaler          | Kvartsfinaler          |                    |                        | Semifinaler            | Semifinaler |  |  | Final | Final |
|  |                        |                        |                    |                        |                        |             |  |  |       |       |
|  | 1 oktober              |                        |                    |                        |                        |             |  |  |       |       |
|  |                        |                        |                    |                        |                        |             |  |  |       |       |
|  | Daniel Igali (CAN)     | 3                      |                    |                        |                        |             |  |  |       |       |
|  | Daniel Igali (CAN)     | 3                      | 1 oktober          |                        |                        |             |  |  |       |       |
|  | Yosvany Sánchez (CUB)  | 1                      |                    |                        |                        |             |  |  |       |       |
|  | Yosvany Sánchez (CUB)  | 1                      | Daniel Igali (CAN) | 6                      |                        |             |  |  |       |       |
|  |                        |                        | Daniel Igali (CAN) | 6                      |                        |             |  |  |       |       |
|  |                        | Lincoln McIlravy (USA) | 3                  |                        |                        |             |  |  |       |       |
|  | Ivan Diaconu (MDA)     | Lincoln McIlravy (USA) | 3                  | 1                      |                        |             |  |  |       |       |
|  | Ivan Diaconu (MDA)     |                        | 1 oktober          | 1                      |                        |             |  |  |       |       |
|  | Lincoln McIlravy (USA) | 3                      |                    |                        |                        |             |  |  |       |       |
|  | Lincoln McIlravy (USA) | 3                      | Daniel Igali (CAN) | 7                      |                        |             |  |  |       |       |
|  |                        |                        | Daniel Igali (CAN) | 7                      |                        |             |  |  |       |       |
|  |                        | Arsen Gitinov (RUS)    | 4                  |                        |                        |             |  |  |       |       |
|  | Arsen Gitinov (RUS)    | Arsen Gitinov (RUS)    | 4                  |                        |                        |             |  |  |       |       |
|  |                        |                        |                    |                        |                        |             |  |  |       |       |
|  | Bye                    |                        |                    |                        |                        |             |  |  |       |       |
|  | Arsen Gitinov (RUS)    | 3                      | Bronsmatch         | Bronsmatch             |                        |             |  |  |       |       |
|  | Arsen Gitinov (RUS)    | 3                      | Bronsmatch         | Bronsmatch             |                        |             |  |  |       |       |
|  |                        | Sergei Demchenko (BLR) | 2                  |                        |                        |             |  |  |       |       |
|  | Sergej Demtjenko (BLR) | Sergei Demchenko (BLR) | 2                  |                        | Lincoln McIlravy (USA) | 3           |  |  |       |       |
|  | Sergej Demtjenko (BLR) |                        |                    |                        | Lincoln McIlravy (USA) | 3           |  |  |       |       |
|  | Bye                    |                        |                    | Sergei Demtjenko (BLR) | 1                      |             |  |  |       |       |
|  | Bye                    |                        |                    | Sergei Demtjenko (BLR) | 1                      |             |  |  |       |       |
|  |                        |                        |                    |                        |                        |             |  |  |       |       |
|  |                        |                        |                    |                        |                        |             |  |  |       |       |